# Club Atlético Argentino (Rosário)
O Club Atlético Argentino, conhecido como Argentino de Rosario, é um clube de futebol argentino da cidade de Rosário, na província de Santa Fé. Fundado em 15 de janeiro de 1912, suas cores são o azul e branco. Atualmente participa da Primera División D, a quinta e última divisão do futebol argentino para as equipes diretamente afiliadas à Associação do Futebol Argentino (AFA), entidade máxima do futebol na Argentina. Seu estádio é o José Martín Olaeta, inaugurado em 8 de abril de 1944, e tem capacidade aproximada para 8.000 espectadores.
Em 15 de janeiro de 1912, o clube foi fundado como Club Atlético 1º de Mayo. Anos mais tarde, passou a chamar-se Embarcadero Córdoba-Rosario. Duas outras mudanças na denominação viriam para o clube, uma para Club Atlético Nacional e finalmente, a do atual nome, Club Atlético Argentino. Em 1944, depois de algum tempo na liga regional, veio finalmente sua afiliação à Associação do Futebol Argentino (AFA) para a disputa da Segunda División (atualmente denominada Primera B), a segunda divisão do futebol na Argentina.
De 1945 a 1946 temos a época mais bem sucedida em termos de realização esportiva na história do Argentino, alcançando o vice-campeonato da Primera B de 1945, chamada de Segunda División na época, a segunda divisão do futebol na Argentina.
O primeiro título viria somente em 1983, quando o clube sagrou-se campeão da Primera C, terceira divisão do Campeonato Argentino de Futebol. Na temporada de 1998–99 da Primera B, o clube foi novamente campeão da terceira divisão, ainda mais de forma absoluta, pois, venceu tanto o Apertura como o Clausura.[carece de fontes?]
Uma outra estrela viria anos mais tarde, na ocasião, o título da Primera C de 2003–04, quarta divisão argentina, foi decidido em partidas de ida e volta entre o Barracas Central, campeão do Apertura e o Argentino de Rosario, campeão do Clausura, os dois grandes torneios da temporada. Na partida de ida, o Argentino foi mandante e venceu por 2–1, e na volta, quem se deu bem foi o Barracas Central que venceu pelo mesmo placar, 2–1. Na disputa por pênaltis, o Argentino de Rosario levou a melhor, venceu por 5–4, e faturou o título.[carece de fontes?]

## Títulos
| NACIONAIS | NACIONAIS  | NACIONAIS | NACIONAIS  |
| Divisão   | Competição | Títulos   | Temporadas |
| --------- | ---------- | --------- | ---------- |
| Terceira  | Primera C  | 1         | 1983       |
| Terceira  | Primera B  | 1         | 1998–99    |
| Quarta    | Primera C  | 1         | 2003–04    |